# Tommerup
Tommerup je město na ostrově Fyn ve středním Dánsku. V roce 2019 zde žilo 1 583 obyvatel.V blízkosti Tommerupu je nejvyšší stavba v Dánsku (kromě Grónska), 321,3 metrů vysoký stožár vysílače Brylle.

## Významné osobnosti
Karen Egdal (nar. 1978 v Tommerup), dánská bývalá plavkyně, která získala dvě stříbrné medaile v disciplíně 50 m motýl na mistrovství Evropy v roce 2000 a soutěžila na Letních olympijských hrách 1996.